# The Land Before Time XII: The Great Day of the Flyers
The Land Before Time XII: The Great Day of the Flyers (bra: Em Busca do Vale Encantado XII: O Grande Dia dos Voadores) é um filme da Universal Pictures dirigido por Charles Grosvenor e estrelado por Nick Price e Anndi McAfee. 

## Sinopse
Petrie tem um tempo de dificuldades preparando "O Grande Dia dos Voadores", um dia importante para todos os residentes voadores do Grande Vale, quando todos os voadores velhinhos participa em um preciso voando na exibição para provar que estão prontos para voar com os adultos. Também um voador nervoso, Petrie tem mais problema voando com os irmãos em grupo preciso formações.
Ele é mais do independente, um único voador. Até ao mesmo tempo, um participante estranho para o Grande Vale tem Littlefoot e seus amigos tentando ajudar figurar só exatamente como ele é. Chamado Guido, um Microraptor, ele é uma criatura estranho das criaturas do Grande Vale que nunca viu, especialmente está coberto com penas, como que nunca viu outro que nem ele mesmo. Cera está tendo alguns problemas, como seu pai velho e o seu novo companheiro, Tria, estão prontos para uma quebra para a família.
Todos os questões vem juntos na noite depois do "Dia dos Voadores", quando Guido começa a descobrir o que é isso, inadvertidamente liderando toda sua turma a uma perigosa aventura em um Além Misterioso. Mais tarde ele conhece o Espinossauro.

## Elenco
- Nick Price como Littlefoot
- Anndi McAfee como Cera
- Aria Curzon como Ducky
- Jeff Bennett como Petrie e Irmão de Petrie #2
- Rob Paulsen como Spike, Mo, Guido e Kosh
- Tress MacNeille como Mãe de Petrie
- John Ingle como Topsy e Narrador
- Camryn Manheim como Tria[3]